# Midtown Madness
Midtown Madness ist eine Rennspiel-Reihe, die von den Microsoft Game Studios vertrieben wurde.

## Chronologie

### Midtown Madness
Das Videospiel Midtown Madness erschien am 27. Mai 1999 in den USA und in Europa. Entwickelt wurde es von den Angel Studios, die sich später in Rockstar San Diego umbenannt haben. Midtown Madness ist der Ableger der Madness-Reihe, zu denen auch Monster Truck Madness und Motocross Madness gehören. Als Microsoft mit den beiden Madness-Reihen erfolgreich war, beschlossen sie, einen neuen Madness-Ableger zu entwickeln. Das Spiel erschien im Mai 1999 und konnte sich im Rennspiel-Genre auf dem PC etablieren. Midtown Madness war vor allem wegen der geringen Konkurrenz im Rennspiel-Bereich sehr erfolgreich.
Eine große Besonderheit gegenüber seinen Konkurrenten war die nachgebildete Stadt Chicago. Der Spieler durfte die Aufträge in der US-amerikanischen Stadt erledigen. Die Entwickler fügten zudem eine Übersichtskarte am unteren rechten Rand ein, um dem Spieler in der Stadt eine Orientierung zu bieten. Auf der Karte ist die Position des Spielers mit einem schwarzen Dreieck vermerkt.
Dem Spieler stehen keine Tuning-Optionen zur Verfügung. Die Fahrzeug-Auswahl bietet neben normalen Sportwagen (wie dem Ford Mustang GT) auch andere Fahrzeuge (so z. B. Panoz Roadster, Bus). Neben der Fahr-Physik bietet jedes Fahrzeug ein eigenes Schadensmodell, das sich durch Unfälle verändert. Fahrzeuge und deren Lackierungen können durch das Absolvieren der Prüfungen freigeschaltet werden. Zudem ist auch die Wahl der Wetterbedingungen durch das Freischalten der Prüfungen möglich.
Im Spiel sind insgesamt vier Spielemodi vorhanden: Tour-Modus, Blitz-Modus, Rundkurs-Modus und der Checkpoint-Modus. Der Spieler kann sein Fahrzeug aus der Innenansicht (mit Armaturen), Außenansicht und Seitenansicht betrachten. Im Multiplayer-Modus können bis zu acht Spieler gegeneinander antreten oder an Verfolgungsjagden mit der Polizei teilnehmen.

### Midtown Madness 2
Midtown Madness 2 erschien am 21. September 2000 in den USA. Am 6. Oktober 2000 erschien Midtown Madness 2 auch in Europa.
Diesmal kann sich der Spieler zwischen zwei unterschiedlichen Metropolen entscheiden: San Francisco und London. Wie auch im Vorgänger ist es im Spiel möglich, während der Rennen Abkürzungen oder Tunnel zu benutzen. Die Übersichtskarte, die zur Orientierung während der Fahrt dient, wurde dezent erweitert und verbessert.
Dem Spieler stehen zehn neue Fahrzeuge (u. a. Audi TT und Aston Martin DB7) zur Auswahl, die auch ein eigenes Schadensmodell besitzen.
Die Entwickler haben einen neuen Spielemodus integriert, den Crash-Course-Modus. Der Crash-Course-Modus ist in zwei weitere Modi unterteilt: Stuntkurs-Modus und Taxifahrer-Modus.
Im Stuntkurs-Modus kann der Spieler in San Francisco eine Stuntschule besuchen und dort Prüfungen absolvieren, die den Spieler zum besten Stuntfahrer ausbilden sollen. Der Taxifahrer-Modus ähnelt dem Stuntkurs-Modus: hier wird man zum Taxifahrer ausgebildet. Ansonsten sind die vier Modi, die schon vom Vorgänger bekannt sind (Blitz, Tour, Kontrollpunkt und Rundkursmodus), auch diesmal wieder im Spiel vorhanden.
Das Spiel ist LAN-fähig und kann im Online-Modus per International Gaming Zone (www.igzones.com) mit bis zu acht Spielern online gespielt werden.

### Midtown Madness 3
Midtown Madness 3 erschien am 23. Juni 2003 exklusiv für die damals noch neue Xbox. Diesmal waren nicht die Angel Studios an der Entwicklung des Spieles beteiligt, sondern das schwedische Entwicklerteam DICE.
Die Fahrzeug-Auswahl hat sich im Gegensatz zu den beiden Vorgängern verdreifacht. Dem Spieler stehen insgesamt 32 unterschiedliche Fahrzeuge (unter anderem ein Mini Cooper und ein Beton-Laster) zur Auswahl. Jedes dieser Fahrzeuge besitzt eine eigene Fahrphysik und ein eigenes Schadensmodell. Dabei setzte das neue Entwicklerteam seine Prioritäten beim Spielspaß, weshalb die Fahrphysik actionlastiger gestaltet wurde.
Dem Spiel wurden zwei weitere Metropolen hinzugefügt – Washington (D.C.) und Paris. Midtown Madness 3 bietet neben den Serien-typischen Spiel-Modi (Blitz, Tour, Kontrollpunkt) auch einen neuen Modus: Undercover arbeiten. Dabei muss man verschiedene Berufe (unter anderem als Polizist) ausüben und insgesamt 26 Aufgaben lösen. Im Multiplayer-Modus kann man im geteilten Bildschirm oder per „System Link“ gegen andere Spieler antreten. Außerdem enthält das Spiel einen Online-Modus.

## Spielemodi
- Tour-Modus: Im Tour Modus kann man sich ohne Zeitdruck die jeweilige Stadt im Spiel ansehen. Dabei kann der Spieler zuvor noch einige andere Optionen einstellen, wie z. B. die Verkehrsdichte, das Polizeiaufkommen, die Witterung sowie Tages- und Jahreszeit.
- Blitzrennen-Modus: Hier muss man innerhalb eines Zeitlimits eine bestimmt Anzahl von Checkpoints fahren.
- Rundkursrennen-Modus: Der Spieler muss durch Kontrollpunkte fahren, die in einem Kreis angeordnet sind.
- Kontrollpunktrennen-Modus: In den Kontrollpunktrennen muss der Spieler gegen andere Gegner eine bestimmte Anzahl von Kontrollpunkten fahren und als erster im Ziel angelangen. Dabei sind die Renngegner immer ausgeglichen, da sie dasselbe Fahrzeug fahren.
- Undercover-Modus: Hier muss der Spieler verschiedene Berufe ausüben und unterschiedliche Aufgaben lösen. Im Undercover-Modus kann man die folgenden Berufe wählen: Auslieferungsfahrer, Taxifahrer, Chauffeur, Sicherheitsmann, Sanitäter, Polizist und Spezialagent.